# Rec del Molí i riu Daró
El rec del Molí neix a la resclosa de Canet (Verge), la penúltima de les múltiples rescloses que embassen les aigües del Ter. Es canalitza per una construcció inventariada anomenada Rec del Molí. Al terme municipal de Gualta les aigües del riu Daró i les del rec del Molí (que són aigües que provenen del riu Ter) avancen en paral·lel fins que, al municipi de Fontanilles, es fonen en un únic curs.
Malgrat tractar-se d'un curs fluvial i d'un canal de regadiu, les aigües circulen molt lentament i l'espai es pot considerar una zona humida, amb vegetació i fauna pròpia d'aquests ambients. El rec del Molí i el Daró s'estenen al llarg de diversos quilòmetres, fins a les anomenades basses d'en Coll, ja a tocar del mar. En aquest espai, però, s'ha seleccionat un tram d'unes 3,1 hectàrees de superfície, representatiu de la totalitat d'aquests cursos d'aigua i, possiblement, el sector de major interès ecològic.
El fons de les aigües està entapissat per la comunitat de Potamion eurosibiricum (hàbitat d'interès comunitari, codi 3150). Als marges, la vegetació helofítica hi creix amb vigoria. Hi destaquen el canyissar, així com la salzeda (hàbitat d'interès comunitari, codi 92A0) i la verneda (hàbitat d'interès comunitari prioritari, codi 91E0).
La zona és molt utilitzada pels ardeids i els anàtids. Igualment, s'hi ha observat la tortuga de rierol (Mauremys caspica).
Els impactes sobre aquest espai provenen de les activitats agrícoles. Per una banda, encaixonen i eliminen la vegetació
palustre i de ribera i, per l'altra, aporten contaminants a l'aigua. La caça és també un factor advers per a les poblacions d'ocells d'aquest espai.